# Trận Podhajce (1667)
Trận Podhajce (6-16 tháng 10 năm 1667) diễn ra ở thị trấn Podhajce của Vương quốc Ba Lan và Đại Công quốc Litva (nay là Pidhaitsi, miền Tây Ukraina), và khu vực xung quanh nó như một phần của cuộc Chiến tranh Ba Lan-Cossack-Tartar và Đại chiến Thổ Nhĩ Kỳ. Trong trận này, 9 nghìn quân Ba Lan-Litva dưới quyền Jan Sobieski đã đánh bại 35 nghìn quân Tatar và Cossack dưới quyền Petro Doroshenko và Adil Giray. Với chiến thắng này, Jan được công nhận là vị tướng giỏi nhất của Ba Lan, và được phong làm Tổng tư lệnh Quân đội Ba Lan. Tuy nhiên, đây không phải là một thắng lợi quyết định.

## Bối cảnh lịch sử
Ngày 31 tháng 1 năm 1667, Vương quốc Ba Lan và Đại Công quốc Litva ký kết Hiệp ước Andrusovo với nước Nga Sa hoàng. Theo đó Nga làm chủ vùng Ukraina tả ngạn sông Dnieper, trong khi Ba Lan-Litva giữ được quyền kiểm soát Ukraina hữu ngạn sông Dnieper - vùng này sẽ được quân đội Ba Lan-Litva và Nga phòng vệ. Chiến tranh kết thúc, Ba Lan-Litva đã có thời gian tăng cường quân lực. Đúng lúc đó, Petro Doroshenko, Hetman của Ukrain hữu ngạn sông Dnieper, để thiết lập nền thống trị của mình ở Ukraina tả ngạn sông Dnieper, đã ký một hiệp ước với Sultan Mehmed IV, theo đó Nhà nước Viys’kо Zaporoz’kе của người Cossack được công nhận là chư hầu của Đế quốc Ottoman.
Để gia tăng thế lực quân sự của mình Doroshenko đã liên minh với Adil Giray, Hãn vương của Hãn quốc Krym.